# Aphelandra rigida
Aphelandra rigida é uma espécie de planta da família Acanthaceae, que é nativa da vegetação da Mata Atlântica, do Brasil.